# Шульга, Николай Фёдорович
Николай Фёдорович Шульга (15 сентября 1947, Харьков — 23 января 2024, Харьков) — советский и украинский учёный в области вычислительной физики. Доктор физико-математических наук. Академик Национальной академии наук Украины (2009). Лауреат Государственной премии Украины в области науки и техники (2002). Директор Института теоретической физики им. А. И. Ахиезера, Генеральный директор ННЦ «Харьковский физико-технический институт».

## Биография
Николай Федорович Шульга родился 15 сентября 1947 года в городе Харькове. В 1971 году окончил физико-технический факультет Харьковского государственного университета. После двухлетней срочной службы в армии начал работать в Харьковском физико-техническом институте. Здесь он в 1977 году защитил кандидатскую диссертацию, а в 1987 году — докторскую, став одним из самых молодых докторов физико-математических наук.
В 1986-1995 годах занимал должность руководителя теоретико-экспериментального отдела при отделении ядерной физики ХФТИ, где на базе ускорителя электронов выполнялись исследования по ядерной физике и физике взаимодействия релятивистских частиц с веществом. В 1996 году по его инициативе был создан Институт теоретической физики имени А. И. Ахиезера ННЦ «ХФТИ», где Н. Ф. Шульга стал первым директором. С 2004 года являлся заместителем Генерального директора ННЦ «ХФТИ» по научной работе, позже - Генеральный директор ННЦ «Харьковский физико-технический институт».
Умер 23 января 2024 года в Харькове.

## Научная деятельность
Н. Ф. Шульга — один из ведущих украинских учёных в области квантовой электродинамики и физики взаимодействия частиц большой энергии с веществом.
Первое научное исследование Н. Ф. Шульга исполнил ещё в университете, под руководством В. И. Ахиезера и П. И. Фомина, которое было опубликовано в 1971 году в журнале «Письма в ЖЭТФ» под названием «Когерентное тормозное излучение электронов и позитронов ультрарелятивистской энергии в кристаллах».
В научном наследии Н. Ф. Шульги — череда открытий и исследований. В частности, он:
- развил квазиклассическую и классическую теории когерентного излучения релятивистских электронов в кристаллах (совместно с А. И. Ахиезером), что позволило значительно расширить область применения теории Борна о взаимодействии быстрых частиц с кристаллами.
- предсказал эффект сдерживания тормозного излучения в тонком слое вещества (этот эффект получил название Терновского-Шульги-Фомина)
- спрогнозировал явление динамического хаоса в процессе движения быстрых частиц в периодических структурах атомов, что было неожиданным в исследовании прохождения частиц через кристаллы (вместе с Ю. Л. Болотиным, В. Ю. Гончаром и В. И. Трутнем). Такое предвидение открыло возможность применения новых математических методов для исследования процессов взаимодействия частиц с кристаллами;
- развил теорию ряда квантовоэлектродинамических процессов за больших энергий в веществе. В частности, была доказана возможность когерентных эффектов в процессах рассеяния и рождения новых частиц в кристаллах при больших энергиях, благодаря которым мощно растет эффективность взаимодействия частиц с атомами кристаллической решетки. Эти исследования устанавливают связь между квантовой электродинамикой и теорией поля, с одной стороны, и физикой твёрдого тела — с другой.
- предложил и развил ряд новых математических методов для описания процессов взаимодействия частиц большой энергии с веществом: многомерный квазиклассический метод, метод Фока канонических преобразований, метод функционального интегрирования и др. Результатом этих исследований стала теория эффекта Ландау-Померанчука-Мигдала[англ.] подавления тормозного излучения ультрарелятивистских электронов в веществе.
- спрогнозировал стохастический механизм поворота пучков частиц большой энергии с помощью изогнутых кристаллов (совместно с А. А. Гриненко), что открыло новые возможности для относительно простого решения задачи вывода пучков различных заряженных частиц из ускорителей.

По инициативе и непосредственном участии Н. Ф. Шульги был поставлен ряд критических экспериментов по проверке прогнозируемых эффектов на ускорителях CERN (Швейцария) СЛАК (США), МАМЕ и S-DALINAS (Германия), а также в ХФТИ.
В конце 1990-х годов Н. Ф. Шульга вместе с А. И. Ахиезером были инициаторами теоретических работ в ННЦ «ХФТИ» по физике реактора на быстрых нейтронах, который работает в режиме волны медленного ядерного горения. Позже в этой отрасли Ю. П. Мельником, В. В. Пилипенко и С. П. Фоминым начали проводиться интенсивные исследования.
Н. Ф. Шульга является автором более чем 250 научных трудов, в том числе 7 монографий и монографических обзоров. Под его научным руководством подготовлены 4 докторские и 8 кандидатских диссертаций физико-математических наук.
Николай Федорович входил в состав Научного совета НАН Украины по проблеме «Ядерная физика и атомная энергетика», Научного совета стран СНГ по применению методов ядерной физики в смежных отраслях и ряда Научных советов ННЦ «ХФТИ» и Харьковского национального университета им. В. Н. Каразина. Он также являлся членом редколлегии «Украинского физического журнала», а также журналов «Вопросы атомной науки и техники» и «Вестник Харьковского национального университета имени В. Н. Каразина».
На должности заместителя Генерального директора ННЦ «ХФТИ» по научной работе Н. Ф. Шульга выступал представителем Украины в ряде международных проектов по проблемам физики взаимодействия частиц большой энергии с кристаллическими структурами и физики высоких энергий и входил в состав программных комитетов ряда международных научных конференций, а именно: конференции по атомным столкновениям в твердом теле (ICACS), симпозиума по излучению релятивистских электронов в периодических структурах (RREPS), ежегодной конференции по физике взаимодействия заряженных частиц с кристаллами, международной конференции «Channeling». Был председателем оргкомитетов международных конференций по квантовой теории поля и суперсимметрии (SUSY-2000, Харьков), квантовой электродинамики и статистической физики (QEDSP-2001, 2006, Харьков), международной школы для молодых ученых по ядерной физике и энергетике (Алушта, 2004, 2007).

## Преподавательская деятельность
Н. Ф. Шульга преподавал в Харьковском национальном университете, читал лекции по квантовой электродинамике при высоких энергиях в веществе (для теоретиков) и с кооперативных эффектов в электродинамике (для экспериментаторов). Также руководил филиалом кафедры теоретической ядерной физики физико-технического факультета ХНУ при ННЦ «ХФТИ».
В 2004 году Н. Ф. Шульга был избран вице-президентом Украинского физического общества. По его инициативе и активном участии в Харькове с 2004 года начал свою работу общегородской научный семинар «Современные проблемы физики», который проводится на базе физико-технического факультета Харьковского национального университета имени В. Н. Каразина.
В течение многих лет являлся членом Высшей аттестационной комиссии Украины.

## Награды
- Государственная премия Украины в области науки и техники (2002)
- Премия имени А. С. Давыдова Национальной академии наук Украины (2000).